# Ti Kniver I Hjertet
Ti Kniver I Hjertet è un album di Magne Furuholmen e Kjetil Bjerkestrand del 1994 e fa da colonna sonora al film norvegese La lunga estate di Otto (Ti kniver i hjertet).

## Formazione
- Magne Furuholmen: pianoforte, chitarra
- Kjetil Bjerkestrand

## Lista delle tracce
1. Ti Kniver I Hjertet (Otto's Tema) - 4:39
2. Guttestreker - 0:49
3. Dialog - 1:51
4. Barneselskap (Lyckliga Gatan) - 2:51
5. Blindebukk  - 1:37
6. Vaktmester Wiik  - 2:32
7. Farvel Til Johnny  - 0:43
8. Nar Jag Far Mig Sjolv I Marka Skogen Gar - 2:45
9. Ottos Tema  - 1:46
10. Styrkeproven  - 1:09
11. Den Blinde Pianostemmeren  - 2:19
12. Far Og Sonn  - 1:52
13. Tonerna (Jussi Björling)  - 3:17
14. Dialog II  - 1:40
15. Gjensyn Med Johnny  - 1:07
16. Otto I Regnet - 0:59
17. Franks Tema - 1:58
18. Lyckliga Gatan (Anna-Lena Löfgren) - 3:35
19. Tjernet - 2:31
20. Avslutningstema - 2:32
21. Bla Bakgord - 0:42

Lyckliga gatan è la cover svedese del 1967 de Il ragazzo della via Gluck.